# Атропат
Атропат (на старогръцки: Ατροπατης, на староперсийски: Âtarepâta) е персийски благородник по времето на Дарий III сатрап на Медия.
На масовата сватба в Суза през 324 г. пр. Хр. неговата дъщеря се омъжва за диадох Пердика. След завладяването на Персийската империя от македонския цар Александър Велики Атропат остава като сатрап на Мидия. След смъртта на Александър, Атропат задържа контрола над Северна Мидия. Южна Мидия около Екбатана получава сатрап Питон.
Атропат основава независимо царство, наречено на него Атропатена и основава династията Атропатиди.